# Borsa Italiana

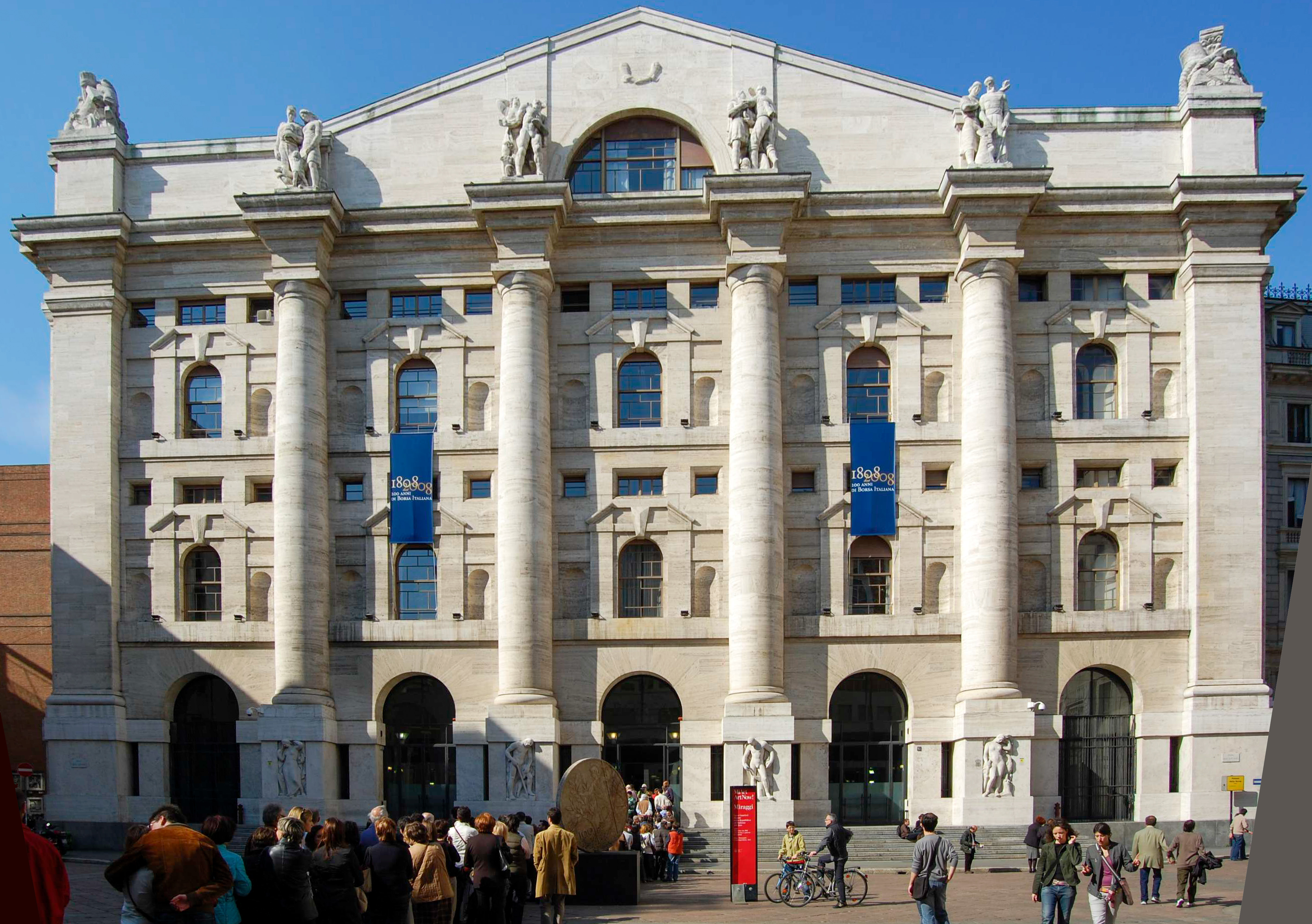
Giełda w Mediolanie

Borsa Italiana (pol. Giełda Włoska) – giełda papierów wartościowych we Włoszech; zlokalizowana w mieście – Mediolan.
Giełda powstała w 1997 r. po prywatyzacji.

## Niektóre spółki notowane na giełdzie
- AS Roma
- Alitalia
- Autogrill(inne języki)
- Benetton Group
- Brembo
- De'Longhi
- Ducati Motor Holding
- Enel
- FIAT
- Finmeccanica(inne języki)
- Juventus F.C.
- Luxottica(inne języki)
- Olidata(inne języki)
- Parmalat
- Piaggio
- Pininfarina
- Pirelli
- STMicroelectronics
- Telecom Italia
- Tessellis
- UniCredit
- Valentino